# Ekonomiåret 1923

## Händelser
- 24 januari
  - Tyska järnproducenter sluter avtal med Grängesbergsbolaget.[1]
  - Jämtlandsbankens bolagsstämma beslutar om rekonstruktion av banken.[1]
- November - Hyperinflation råder i Tyskland.[2]
- 2 februari - Göteborgs bank firar 75-årsjubileum.[3]
- 17 mars - En brand förstör Ursvikens snickerifabrik.[4]
- 25 mars - En brand förstör Svenskpapps fabrik i Sundsvall i Sverige.[5]

## Födda
- 16 maj – Merton Miller, amerikansk nationalekonom, Sveriges riksbanks pris i ekonomisk vetenskap till Alfred Nobels minne 1990.

## Avlidna
- 18 januari – Tennessee Claflin, amerikansk entreprenör.
- 19 augusti – Vilfredo Pareto, italiensk sociolog, ekonom och moralfilosof.